# Papeterie Frenckell
La papeterie Frenckell (finnois : Frenckellin paperitehdas) est une ancienne papeterie située en bordure des rapides Tammerkoski au  centre de Tampere en Finlande.

## Histoire
En 1783, Abraham Häggman, un forgeron de cuivre venu d'Ostrobothnie, fonde sur le même site, la première papeterie de Finlande,.
L'usine fondée par Abraham Häggman était une manufacture dont le papier était fabriqué à la main à partir de chiffons,.
Une Fourdrinier, la première machine à papier a fonctionnement continu  de Finlande est mise en service à la papeterie Frenckell en 1842.
La production de l'usine commence à croître lorsqu'elle est achetée en 1832 par Johan Christopher Frenckell, imprimeur à Turku et Helsinki et son père,.
L'usine est renommée J.C. Frenckell & Son. 
Dans les années 1860, les copeaux de bois commencent à être utilisés comme matière première en complément des chiffons.
La papeterie Frenckell se développe fortement dans les années 1870. 
La cheminée octogonale de l'usine, qui a survécu dans la zone, est construit en 1870.
Entre 1903 et 1905, on construit un grand complexe industriel de style Art nouveau conçu par Birger Federley.
Il forme maintenant une partie centrale du paysage industriel national de Tammerkoski. 
En 1920, la papeterie Frenckell devient une filiale de W. Rosenlew & Co de Pori.
La papeterie cesse de fonctionner en 1929. 
La zone est devenue la propriété de la ville de Tampere en 1928 et ses bâtiments ont été menacés de démolition pendant longtemps,. 
La rénovation des bâtiments d'usine à usage de bureaux a commencé dans les années 1950.

## Les bâtiments après l'arrêt des activités
Les bâtiments restants abritent désormais le théâtre Frenckell du théâtre de Tampere, les installations techniques et environnementales de la ville et un restaurant.
Dans l'ancienne chaufferie au pied de la cheminée de l'usine, la salle Frenckell, de lecture de la presse, de la bibliothèque municipale a fonctionné pendant des décennies. 
Cependant, elle a été transférée à la bibliothèque principale Metso en 2016.

## Site protégé
Les bâtiments Frenckell est un sites culturel construit d'intérêt national du paysage industriel de Tammerkoski .
Les environs de Tammerkoski ont également été choisis comme l'un des 27 paysages nationaux de Finlande.
La papeterie de Frenckell, la chaufferie et la cheminée sont protégés par un plan d'urbanisme.

## Galerie

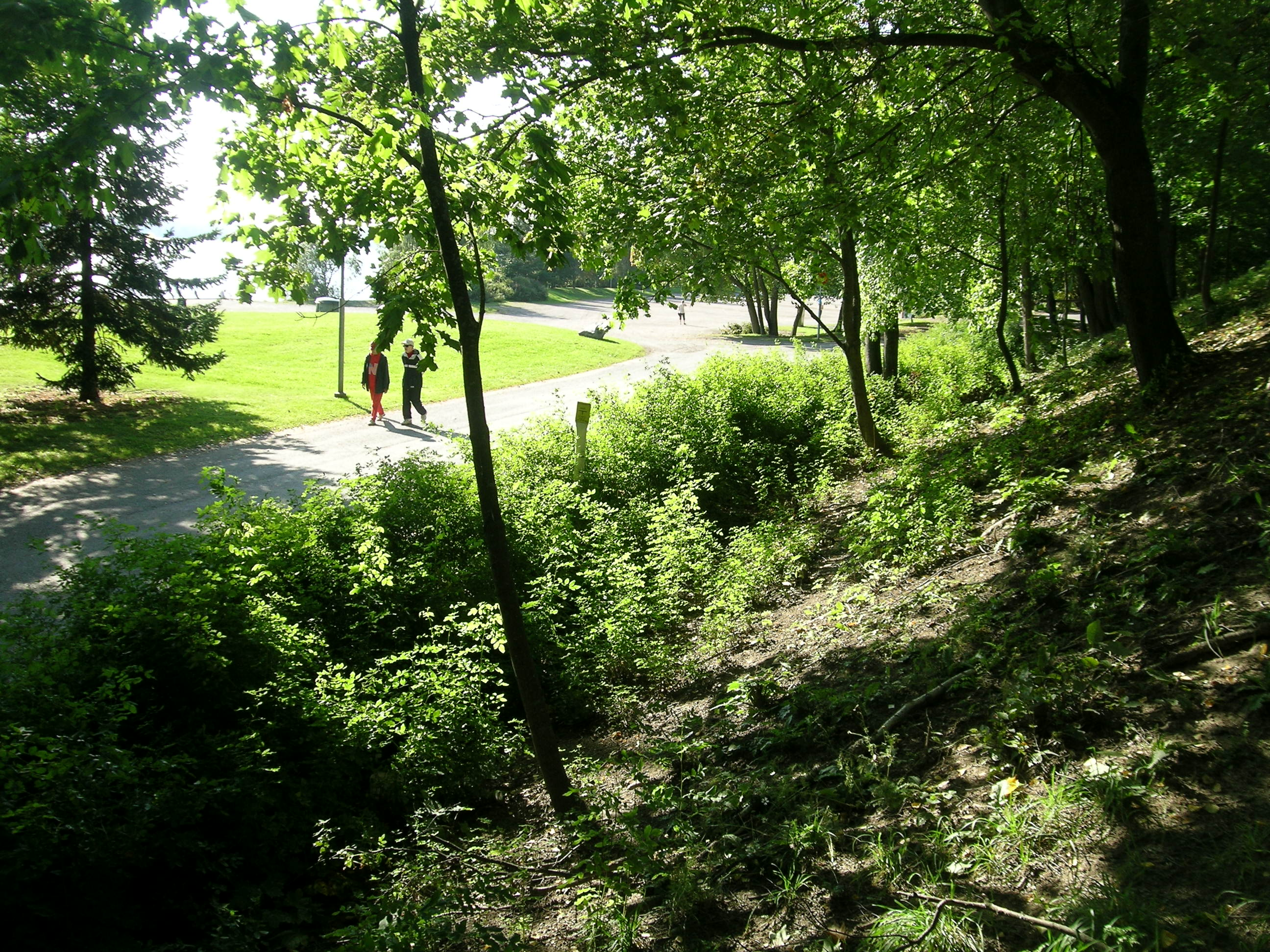
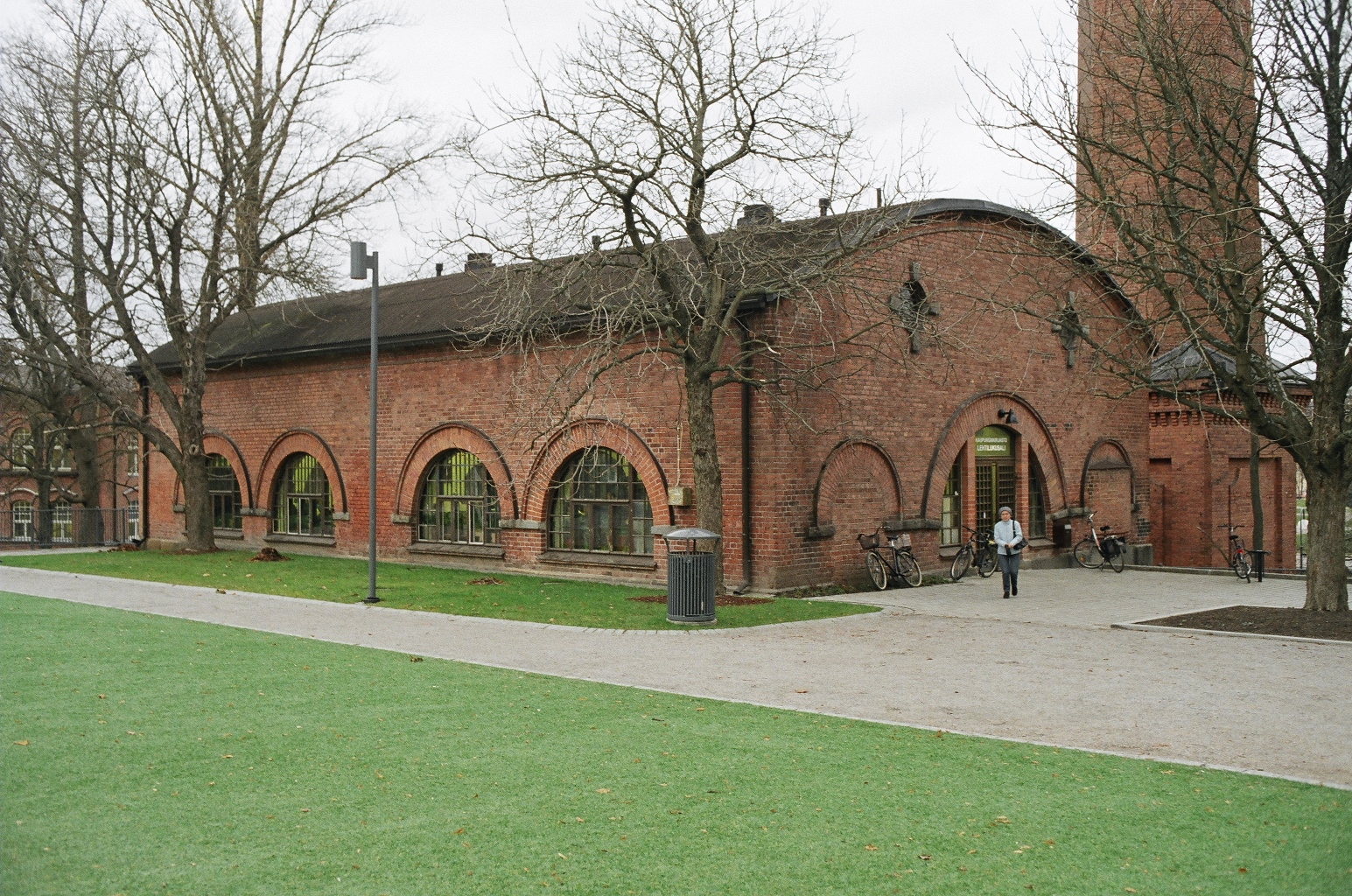
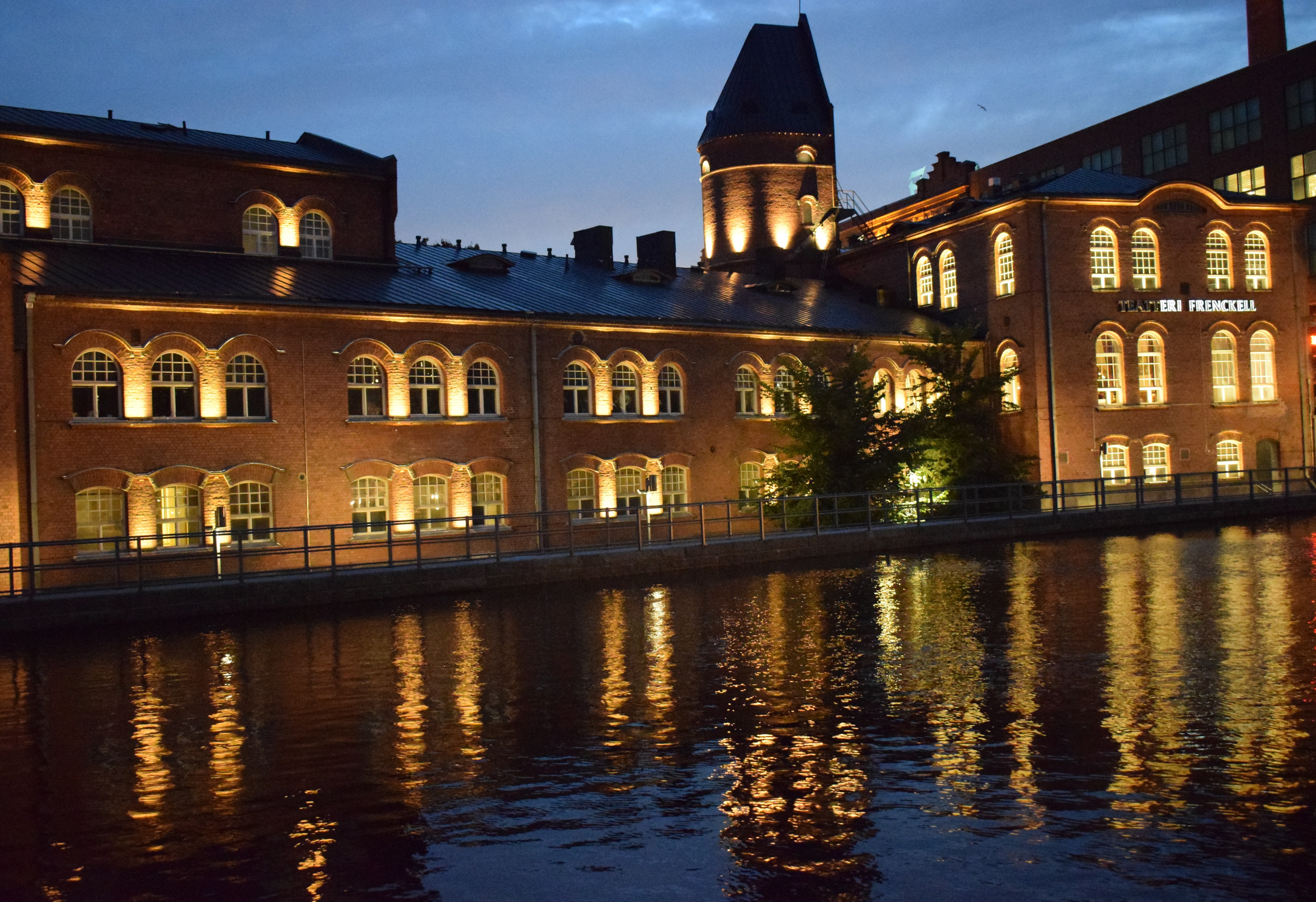
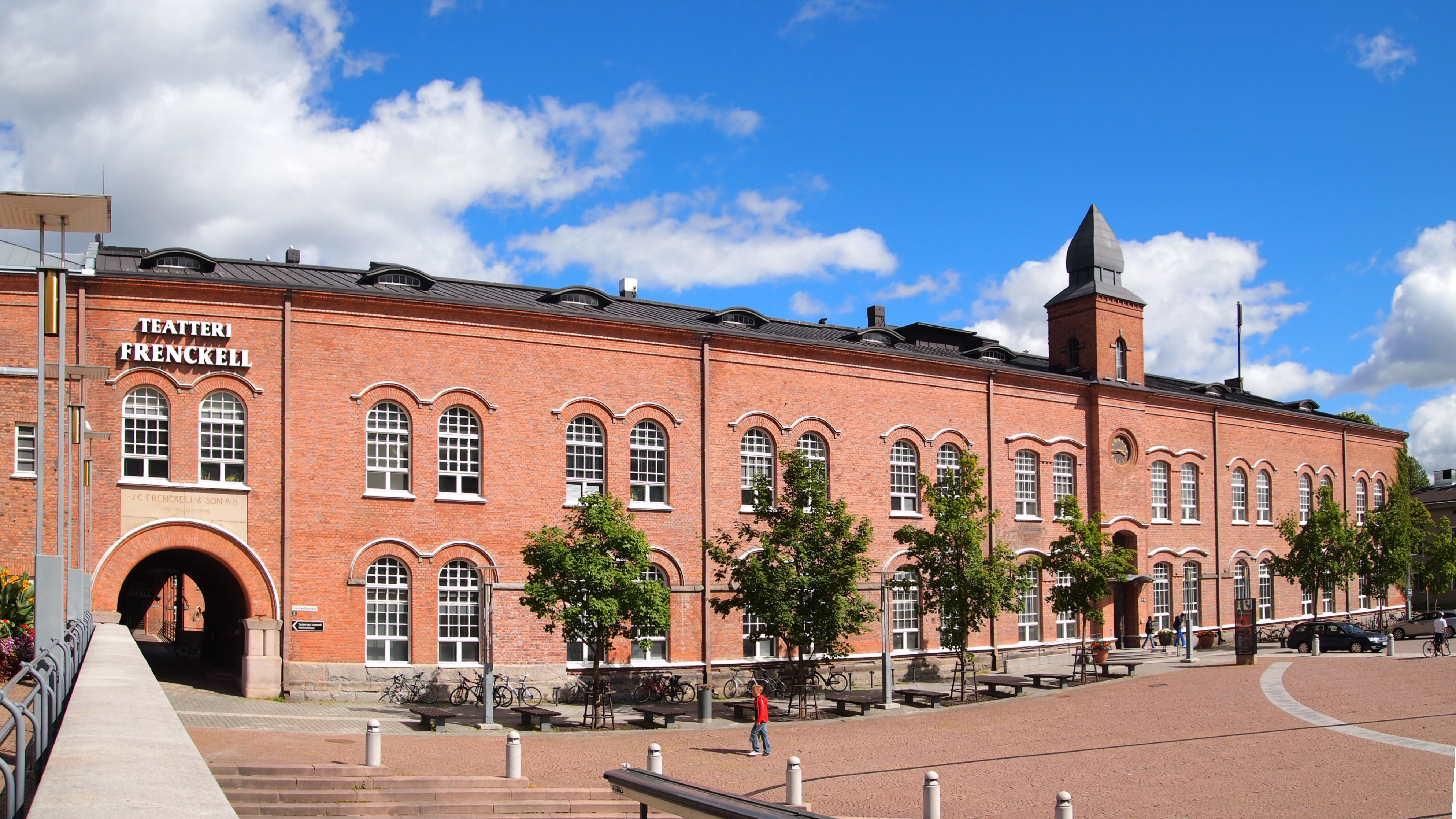
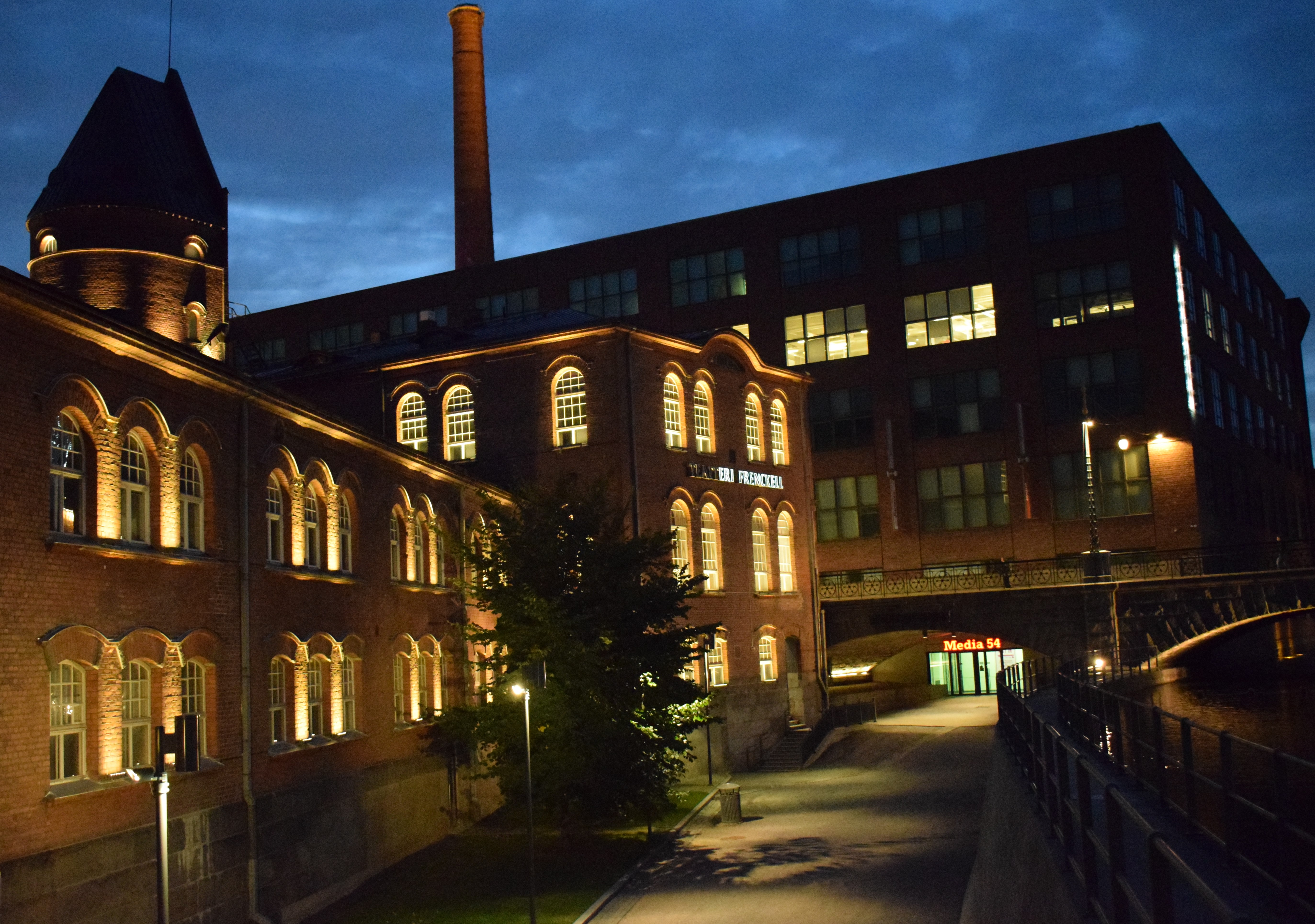
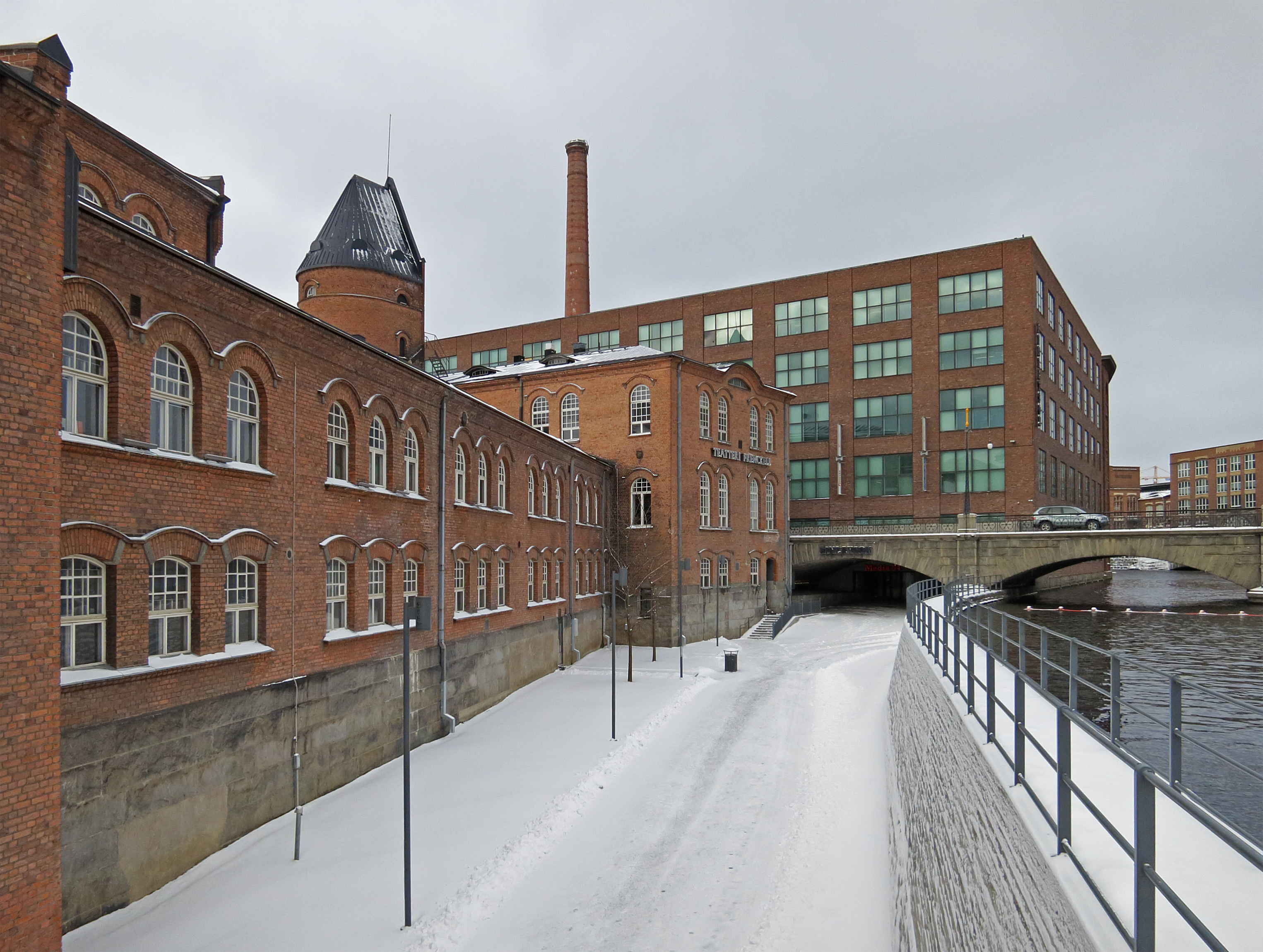
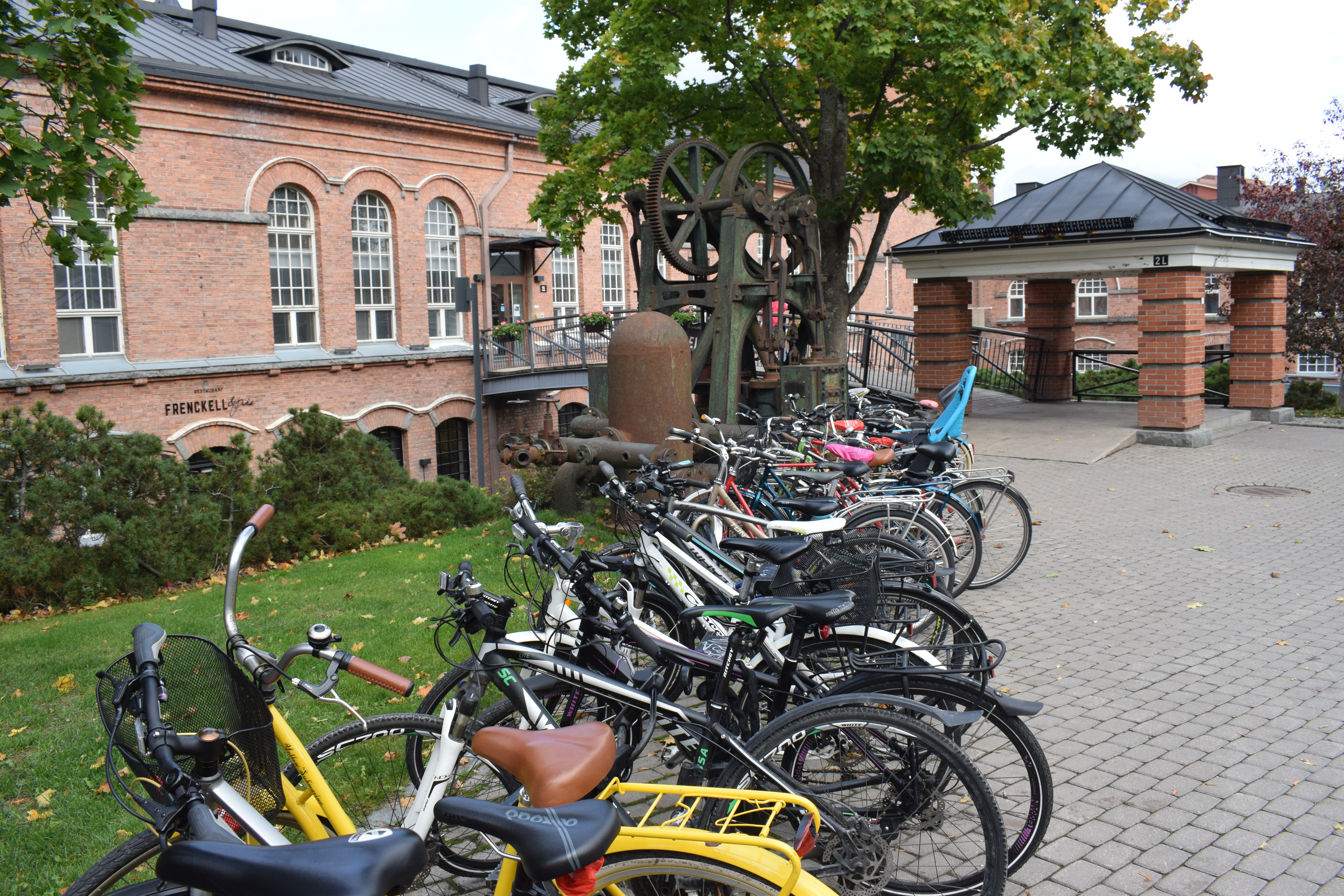
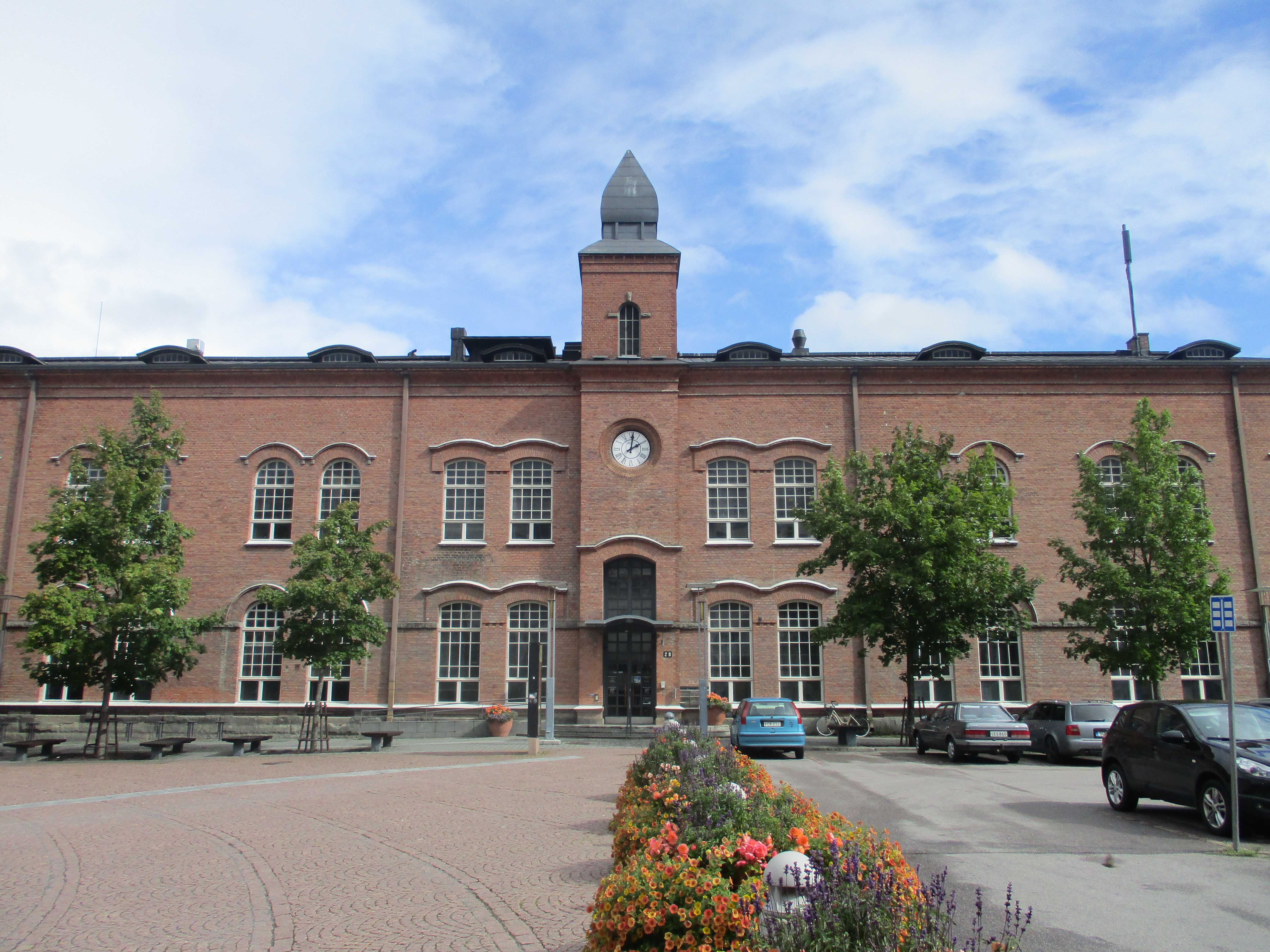